# Rachoviscus
Genre
Rachoviscus est un genre de poissons téléostéens de la famille des Characidae et de l'ordre des Characiformes.

## Liste d'espèces
Selon FishBase (13 juin 2015) :
- Rachoviscus crassiceps Myers, 1926
- Rachoviscus graciliceps Weitzman & Cruz, 1981